# Smukke ven
Smukke ven er en amerikansk stumfilm fra 1920 af Ida May Park.

## Medvirkende
- Lew Cody som Sedgewick Blynn
- Louise Lovely som Bessie Morgan
- Lila Leslie som Trend
- Rosemary Theby som Fielding
- Martha Mattox som Anna Blynn
- Mary Land som Martha Blynn
- Alberta Lee
- Augustus Phillips
- Alec B. Francis som James Bachelor
- Andrew Robson som John D. Morgan
- Esther Ralston